# سفارة موزمبيق لدى السعودية
سفارة موزمبيق لدى السعودية هي الممثلية الدبلوماسية العليا لدولة موزمبيق لدى المملكة العربية السعودية. تقع السفارة في حي السفارات في الرياض.